# Andrzej Dąbrówka
Andrzej Dąbrówka (ur. 11 września 1949 w Gruszczynie (woj. radomskie) – polski historyk literatury, mediewista, leksykograf, literat, językoznawca i tłumacz literatury niderlandzkiej. Szereg przekładów opublikował pod pseudonimem Andrzej Braga. Laureat zagranicznych stypendiów naukowych oraz nagród za wybitne osiągnięcia naukowe. Autor pozycji naukowych, leksykograficznych oraz poezji. 

## Życie i działalność
Ukończył studia germanistyczne w Uniwersytecie Warszawskim (1971–1976) jako magister językoznawstwa germańskiego. Doktor nauk humanistycznych w dziedzinie literaturoznawstwa (1987). Doktor habilitowany nauk humanistycznych w dziedzinie literaturoznawstwa (2001), profesor nauk humanistycznych (2013).
W karierze zawodowej Andrzeja Dąbrówki można wyróżnić dwa okresy. W latach 1976–2000 był związany z Uniwersytetem Warszawskim jako asystent i adiunkt w Instytucie Germanistyki Wydziału Neofilologii, najpierw wykładowca przedmiotów językoznawczych wykładanych po niemiecku (gramatyka opisowa języka niemieckiego, gramatyka konfrontatywna niemiecko-polska, historia języka niemieckiego, językoznawstwo ogólne), następnie zaś przedmiotów specjalizacji niderlandystycznej z wykładami w języku niderlandzkim (nauka języka, gramatyka opisowa, fonetyka, historia języka, oraz historia literatury niderlandzkiej). Był promotorem kilkunastu magistrów filologii niderlandzkiej.
Od 2001 pracuje w Instytucie Badań Literackich jako adiunkt w Pracowni Literatury Średniowiecza, którą wówczas kierowała prof. Teresa Michałowska. Po habilitacji (2001) awansował na stanowisko docenta (2002) a następnie profesora nadzwyczajnego (2010). We wrześniu 2013 uzyskał tytuł profesora nauk humanistycznych. Od 2007 kieruje Pracownią Literatury Średniowiecza IBL PAN. Kontynuuje organizowanie cyklu konferencji "Spotkania Mediewistyczne", zainicjowanego w 2002 przez T. Michałowską. W roku 2012 odbyło się 25. spotkanie. 
Członek towarzystw:
- Medieval Academy of America (od 2000).
- SITM - La Société Internationale pour l'Étude du Théâtre Médiéval (od 2006).
- SIEPM - Société Internationale pour l'Étude de la Philosophie Médiévale (od 2007).

Otrzymał Nagrodę Premiera RP za wybitne osiągnięcie naukowe (2002) oraz nagrodę Ministra Kultury i Dziedzictwa Narodowego (2006)

## Twórczość naukowa
Głównymi obszarami zainteresowań naukowych A. Dąbrówki są: teoria i historia literatury dawnej, dramat i teatr średniowiecza. Na wcześniejszym etapie kariery zajmował się głównie dramatem i teatrem średniowiecza (zwłaszcza w Niderlandach), w ujęciu historycznoliterackim, kulturowym, i teoretycznym. Jego działalność naukowa i twórcza obejmuje następujące dziedziny:
A. Mediewistyka 
- Teoria i historia dramatu średniowiecznego
- Religia i edukacja.
- Problematyka mediewalizmu
- Kognitywne mechanizmy twórczości i transmisji
- Funkcja literatury w procesach społecznych

B. Polonistyka
- Leksykografia języka polskiego
- Historia literatury polskiej

C. Neofilologia 
- Doktorat (+szereg artykułów)
- Słownik pisarzy (1999).
- Duża naukowa edycja baśni ludowych (2007)

D. Humanistyka cyfrowa

## Twórczość literacka

### Wiersze
Debiutował jako student wierszem w austriackim czasopiśmie "Literatur und Kritik" (1972, przekład O. J.Tauschinsky), po polsku zaś cyklem wierszy w "Twórczości" (nr 3/1976). Wydał dwa tomiki wierszy: "Coś o niczym" (2004) i "Ikarkołomnie" (2009). Od 2009 uprawia nowy gatunek wiersza powstającego z inspiracji własnymi fotografiami przyrody, publikując je na swoim blogu.

## Przekłady
Jest autorem 11 (samodzielnych) tłumaczeń książek:
1. Paul Snoek, Biały rewolwer, PIW, Mała seria poetycka; Warszawa 1978, wybór, wstęp, przekład z niderlandzkiego.
2. Nescio, Pierwsze wzruszenie, zbiór opowiadań przeł. z niderlandzkiego pod pseud. Andrzej Braga; PIW, Warszawa 1980.
3. Breyten Breytenbach, Cały czas, seria humanum est, wybór, przekład z afrikaans, posłowie pod pseud. Andrzej Braga, Wyd. Literackie, Kraków 1980.
4. Felix Timmermans, Pallieter, przekład z niderlandzkiego, wstęp pod pseud. Andrzej Braga; Czytelnik, Warszawa 1980; W raju codzienności (Słowo wstępne).
5. Janwillem van de Wetering, Siła wyższa (oryg. Het lijk in de Haarlemmer Houttuinen), przeł. z niderlandzkiego pod pseud. Andrzej Braga, Czytelnik: Warszawa 1982
6. Lucebert, Szkoła amsterdamska, Wyd. Literackie, seria humanum est, Kraków 1986, wybór, posłowie, część przekładów z niderlandzkiego.
7. Paul van Ostaijen, Poezje wybrane, Ludowa Spółdzielnia Wydawnicza, Biblioteka Poetów XX wieku., Warszawa 1987; wybór, wstęp, przekłady z niderlandzkiego.
8. Jan Wolkers, Rachatłukum [oryg. Turks fruit), Wyd. Iskry, Warszawa 1990, przekład z niderlandzkiego i posłowie, Ojciec, śmierć i ja.
9. Rutger Kopland, Wybór poezji, Leopoldinum, Wrocław, 1992. 162 str., wybór, przekład z niderlandzkiego, posłowie.
10. Willem Frederik Hermans, Ciemnia Damoklesa (oryg. De donkere kamer van Damokles), Alfa, Warszawa 1994, przekład z niderlandzkiego i posłowie.
11. Baśnie niderlandzkie: flamandzkie, holenderskie i fryzyjskie, Warszawa 2007, II wyd. Warszawa 2013.